# Dasyprocta prymnolopha
L'aguti dal groppone nero (Dasyprocta prymnolopha Wagler, 1831) è un roditore originario del nord-est del Brasile, con un areale che si estende dallo stato del Pará al nord del Minas Gerais.

## Descrizione
L'aguti dal groppone nero presenta una lunghezza testa-corpo di circa 45,0-52,5 centimetri. La coda misura 18-30 millimetri, l'orecchio 36-43 millimetri e il piede posteriore 95-115 millimetri. Il colore generale del dorso è giallo-arancio con macchie nere opache. La parte anteriore del corpo è di colore più scuro, mentre sul groppone si trova un'area a forma di cuneo ricoperta da peli neri più lunghi. La parte posteriore della testa è nerastra e sulla nuca è presente una cresta di peli scuri più lunghi. Nell'aspetto generale somiglia molto all'aguti dorato (D. leporina).

## Distribuzione e habitat
L'areale dell'aguti dal groppone nero è limitato alle regioni orientali dell'America del Sud. Esso si estende dallo stato del Pará, nel nord del Brasile, lungo la costa fino a Bahia e nell'entroterra fino al Minas Gerais settentrionale e al Tocantins orientale.

## Biologia
L'aguti dal groppone nero vive nelle foreste sempreverdi e nelle regioni arbustive semi-aride presenti nel suo areale, tra cui la caatinga e il cerrado, nonché nelle foreste costiere, fino ad altitudini di circa 900 metri. È presente in habitat molto diversi, da quelli umidi della foresta pluviale alle steppe secche. È l'unica specie di aguti che vive nella caatinga.
Come le altre specie del suo genere, è erbivoro e si nutre principalmente di frutta, semi e noci. Svolge un importante ruolo come distributore di semi e quindi come sostenitore della diffusione degli alberi della foresta pluviale. Ha abitudini diurne.
L'estro della femmina dura in media circa 30 giorni e il periodo di gestazione si aggira sui 104 giorni.

## Tassonomia

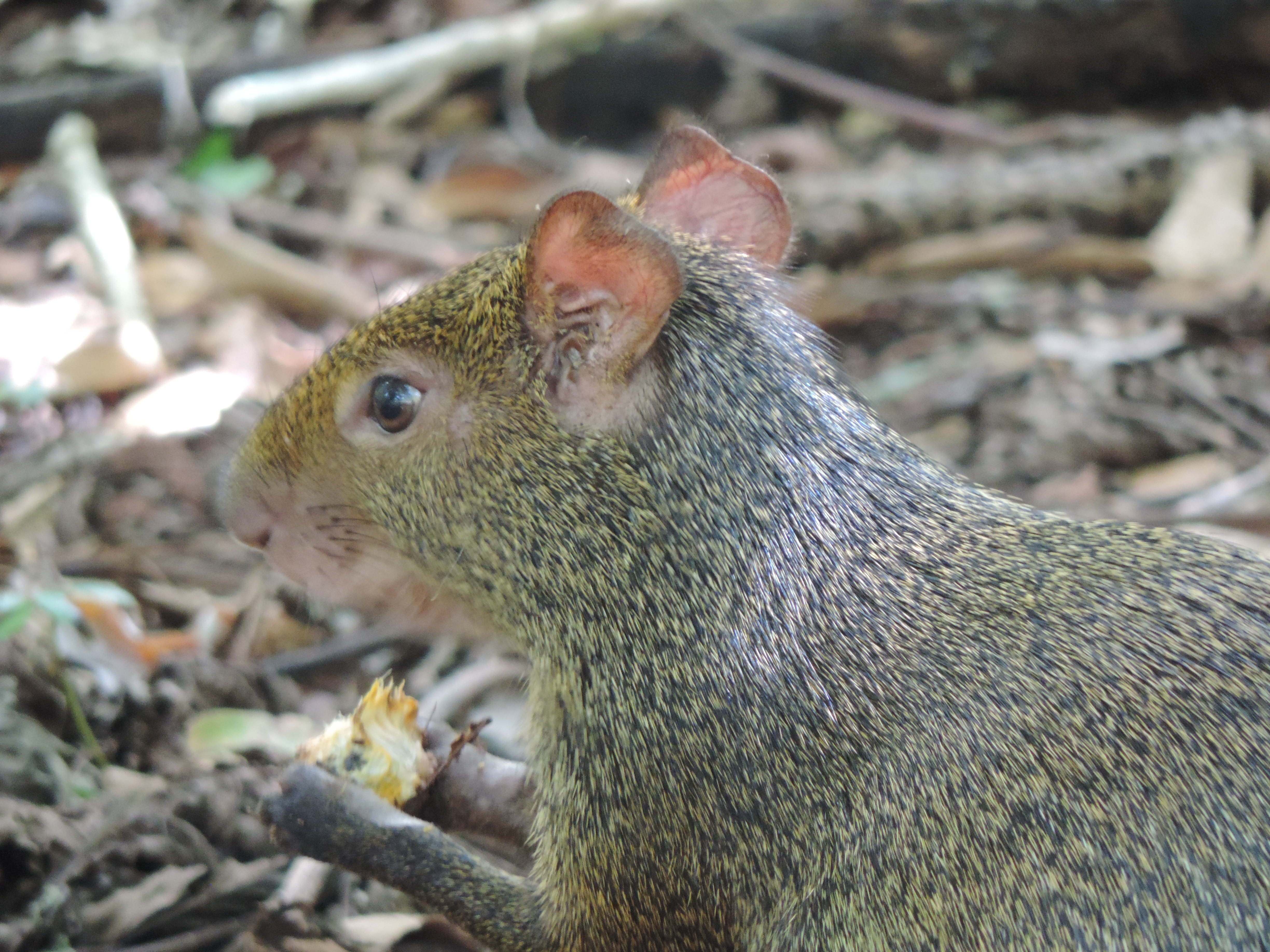
Un esemplare visto di profilo.

L'aguti dal groppone nero viene classificato come una specie distinta all'interno del genere degli aguti (Dasyprocta), che consiste di più di dieci specie conosciute. Esso è stato descritto per la prima volta dallo zoologo Johann Georg Wagler nel 1831 a partire da un esemplare, secondo le sue stesse informazioni, proveniente dalla Guyana; tuttavia, la località tipo venne corretta nel 1903 nello stato del Pará in Brasile.
Non ne vengono riconosciute sottospecie.

## Conservazione
L'aguti dal groppone nero viene classificato dall'Unione internazionale per la conservazione della natura (IUCN) come «specie a rischio minimo» (Least Concern). Tale valutazione trova giustificazione nell'ampia estensione dell'areale e nel presunto grande numero di esemplari. Non sembra essere minacciato dall'uomo, sebbene venga cacciato in alcune parti del suo areale.